# Hans Ehard
Hans Ehard (10 de noviembre de 1887 - 18 de octubre de 1980) fue un abogado y político alemán, miembro de la Unión Social Cristiana de Baviera (CSU).

## Vida
Hans Ehard nació en Bamberg en 1887, hijo de un funcionario local, August Ehard. Se casó en 1916 con Annelore Maex. Después de que su esposa murió en 1957, se casó con Sieglinde Odörfer en 1960.
Después de estudiar jurisprudencia en Múnich y Würzburg, Ehard se convirtió en fiscal del Ministerio de Justicia de Baviera en 1919. En este cargo, fue el fiscal principal de Hitler y Ludendorff, en 1924, después de su fallido intento de derrocar al gobierno de Baviera en 1923. En 1933 fue nombrado presidente del alto tribunal en Múnich, cargo que ocupó hasta el final de la guerra. Simpatizaba con el Partido Popular Bávaro, pero no era políticamente activo en esos años.
Después de la guerra, en 1945, se desempeñó brevemente en el gobierno del ministro-presidente Fritz Schäffer como ministro de Justicia, para luego servir en el primer gabinete de Wilhelm Hoegner como subsecretario de Estado en el Ministerio de Justicia. Fue miembro de la asamblea constituyente que precedió al Parlamento Regional Bávaro, y fue elegido ministro Presidente el 21 de diciembre de 1946, con una coalición de la CSU, el SPD y la Wirtschaftliche Aufbau-Vereinigung. Se convirtió en el primer primer ministro de Baviera libremente elegido desde 1933 (sus predecesores habían sido designados por las fuerzas de ocupación estadounidenses). Fue miembro del Parlamento Regional Bávaro durante el periodo 1946-1966.
Cuando el SPD retiró a sus ministros de la coalición, Ehard fue capaz de formar un gobierno únicamente compuesto por la CSU el 21 de septiembre de 1947. Durante los años de formación de la Alemania Occidental, abogó por un concepto fuertemente federalista para el nuevo país, en oposición a la mayoría de los Estados gobernados por el SPD, que querían un gobierno central fuerte. También abogó por una forma de federación europea. De 1949 a 1955 fue también presidente de la CSU. De 1954 a 1957, su partido estuvo en oposición al gobierno del SPD en Baviera. Ehard ocupó en esos años el cargo de Presidente del Landtag, durante el periodo 1954-1960.
Entre el 26 de enero de 1960 y el 11 de diciembre de 1962 se desempeñó nuevamente como ministro presidente, dando posteriormente un paso hacia abajo para convertirse en ministro de Justicia, en cuyo cargo se desempeñó hasta el 5 de diciembre de 1966.
Ehard fue Presidente de la Schutzgemeinschaft Deutscher Wald (SDW), una organización de caridad al medio ambiente, así como de la Cruz Roja en Baviera. En 1957 fue nombrado ciudadano honorario de la ciudad de Múnich, el equivalente a las llaves de la ciudad en el Reino Unido.
Murió en Múnich el 18 de octubre de 1980.

## Cargos ocupados después de la guerra
- 1945: ministro bávaro de Justicia
- 1946-1954: primer ministro de Baviera
- 1949-1955: presidente de la CSU
- 1950-1951: presidente del Bundesrat
- 1951-1952: ministro de Transporte de Baviera
- 1954-1960: presidente del Landtag de Baviera
- 1960-1962: primer ministro de Baviera
- 1961-1962: presidente del Senado de Baviera
- 1962-1966: ministro bávaro de Justicia

## Honores y premios
- Gran Cruz de la Orden del Mérito de la República Federal de Alemania (1953)
- Gran Cruz de la Orden al Mérito de la República Italiana (1956)
- Gran Condecoración de Honor en Plata con Faja de la Condecoración de Honor por Servicios a la República de Austria (1957)
- Caballero de la Gran Cruz de la Orden de San Gregorio el Grande (1961)
- Gran Oficial de la Legión de Honor (Francia, 1962)
- Miembro Honorario de la Academia de Bellas Artes, Núremberg (1962)
- Bayerische Verfassungsmedaille (Medalla de Constitución de Baviera) en Oro